# Robert Rodriguez
Robert Anthony Rodriguez (/rɒˈdriːɡɛz/; sinh ngày 20 tháng 6 năm 1968) là nhà làm phim người Mỹ. Anh đã quay, sản xuất và ghi hình nhiều phim của mình ở Mexico và tại tiểu bang quê nhà, Texas. Rodriguez đã đạo diễn bộ phim hành động El Mariachi năm 1992, bộ phim thành công về mặt thương mại sau khi thu về 2 triệu đô la so với chi phí sản xuất 7.000 đô la. Bộ phim có hai phần tiếp theo là Kẻ liều mạng và Một thời ở Mexico trong loạt phim Mexico Trilogy. Anh cũng đạo diễn bộ phim Từ hoàng hôn tới hừng đông vào năm 1996 và phát triển thành loạt phim chuyển thể trên truyền hình (2014-2016). Rodriguez đồng đạo diễn bộ phim tội phạm kinh dị Sin City năm 2005 (chuyển thể từ tiểu thuyết cùng tên) và phần tiếp theo năm 2014, Sin City: A Dame to Kill For. Rodriguez cũng đạo diễn các bộ phim Điệp Viên Nhí, The Facemony, The Adventures of Sharkboy and Lavagirl in 3-D, Hành Tinh Bạo Lực, Tập đoàn Sát Thủ và Alita: Thiên Thần Chiến Binh. Anh là bạn và là cộng tác viên của nhà làm phim Quentin Tarantino, người sáng lập công ty A Band Apart, trong đó Rodriguez là nhân viên. Vào tháng 12 năm 2013, Rodriguez đã ra mắt kênh truyền hình cáp của riêng mình, El Rey Network.

## Tiểu sử

### Thời niên thiếu
Rodríguez sinh ở San Antonio, Texas, con trai của cha mẹ người Mexico, Rebecca (nhũ danh Villegas), một y tá, và Cecilio G. Rodríguez, một nhân viên bán hàng. Anh bắt đầu để ý đến phim ảnh ở tuổi 11, khi cha anh mua một chiếc VCR đi kèm với máy ảnh.
Trong khi tham dự trường trung học St. Anthony Catholic ở San Antonio, Rodríguez được giao nhiệm vụ quay lại các trận bóng đá ở trường. Theo người chị, anh đã bị đuổi vì quay những thước phim theo phong cách điện ảnh, chỉ quay quả bóng bay thay vì quay toàn bộ vở kịch. Ở trường, anh gặp Carlos Gallardo; cả hai đều quay phim suốt tới khi lên đại học.
Rodriguez đã đến College of Communication ở Đại học Texas tại Austin, nơi anh cũng phát triển niềm đam mê với phim hoạt hình. Không đủ điểm cao để được vào chương trình quay phim của trường, anh đã tự tạo ra một bộ truyện tranh mang tên Los Hooligans. Nhiều nhân vật trong truyện được dựa trên chị em của Rodriguez. Truyện tranh đã bán chạy 3 năm trên tờ báo sinh viên The Daily Texan, sau đó Rodriguez tiếp tục làm những bộ phim ngắn.
Rodríguez đã quay những bộ phim hành động, kinh dị ngắn trên hai chiếc VCR. Cuối năm 1990, anh đã tham gia một cuộc thi quay phim ở trường đại học. Ở giai đoạn đầu, phong cách thương hiệu của Rodriguez đã bắt đầu xuất hiện: cắt, phóng to và chuyển cảnh.
Bedhead (1991), một bộ phim anh sản xuất, được công nhận trong Liên hoan phim Black Maria. Bộ phim được chọn bởi Người quản lý phim Sally Berger cho ngày kỷ niệm 20 năm của Black Maria tại MoMA năm 2006.

### Trưởng thành
Rodríguez cho rằng vào tháng 4 năm 2006, anh và vợ Elizabeth Avellán, có năm người con (Rocket, Racer, Rebel, Rogue và Rhiannon), hai người đã ly thân sau 16 năm kết hôn. Avellán vẫn tiếp tục sản xuất hầu hết các bộ phim của cô kể từ khi chia tay, nhưng mối quan hệ của họ vẫn tiếp tục
Vào tháng 3 năm 2014, Rodriguez đã trưng bày bộ sưu tập truyện tranh gốc Frank Frazetta của mình tại Austin, Texas, trong lễ hội SXSW.

## Sự nghiệp
Bộ phim ngắn "Bedhead" đã thu hút nhiều sự chú ý để khuyến khích anh ta tiếp tục thử sức các bộ phim sau với vai trò là nhà làm phim. Anh quay cảnh hành động El Mariachi (1992) bằng tiếng Tây Ban Nha; với chi phí làm khoảng 7.000 đô la, số tiền này được quyên góp từ người bạn của anh là Adrian Kano và từ các khoản thanh toán. Rodriguez đã giành giải thưởng Khán giả cho El Mariachi tại Liên hoan phim Sundance năm 1993. Rodríguez đã mô tả kinh nghiệm của anh khi thực hiện bộ phim trong cuốn sách Rebel Without a crew (1995).

## Phim
- El Mariachi (1992)
- Roadracers (1994)
- Kẻ Liều Mạng (1995)
- Four Rooms (1995)
- Từ Hoàng Hôn Tới Hừng Đông (1996)
- The Faculty (1998)
- Điệp Viên Nhí (2001)
- Điệp Viên Nhí 2: Đảo Của Những Giấc Mơ Đã Mất (2002)
- Điệp Viên Nhí 3: Trò Chơi Sinh Tử (2003)
- Một thời ở Mexico (2003)
- The Adventures of Sharkboy and Lavagirl in 3-D (2005)
- Veritas Prince of Truth (2005)
- Sin City (2005)
- Hành Tinh Bạo Lực (2007)
- Viên Ngọc Thần Kỳ (2009)
- Tập đoàn Sát Thủ (2010)
- Điệp Viên Nhí 4: Kẻ Cắp Thời Gian (2011)
- Tập đoàn Sát Thủ 2 (2013)
- Sin City: A Dame to Kill For (2014)
- Alita: Thiên Thần Chiến Binh (2019)

## Giải thưởng và đề cử
| Năm  | Giải thưởng                            | Hạng mục | Phim                                           | Kết quả   |
| ---- | -------------------------------------- | --- | ---------------------------------------------- | --------- |
| 1993 | Deauville American Film Festival Award | Audience Award | El Mariachi                                    | Đoạt giải |
| 1993 | Deauville American Film Festival Award | Critics Award | El Mariachi                                    | Đề cử     |
| 1993 | Sundance Film Festival Award           | Audience Award for Best Dramatic Film                                                                                       | El Mariachi                                    | Đoạt giải |
| 1993 | Sundance Film Festival Award           | Grand Jury Prize | El Mariachi                                    | Đề cử     |
| 1994 | Independent Spirit Award               | Best Director | El Mariachi                                    | Đề cử     |
| 1994 | Independent Spirit Award               | Best First Feature Cùng với Carlos Gallardo                                                                                 | El Mariachi                                    | Đoạt giải |
| 1996 | Saturn Award                           | Best Director | Từ hoàng hôn tới hừng đông                     | Đề cử     |
| 1996 | Silver Scream Award                    | Best Film | Từ hoàng hôn tới hừng đông                     | Đoạt giải |
| 1999 | ALMA Award                             | Outstanding Latino Director of a Feature Film                                                                               | The Faculty                                    | Đề cử     |
| 2002 | ALMA Award                             | Outstanding Director in a Motion Picture                                                                                    | Điệp Viên Nhí                                  | Đoạt giải |
| 2002 | ALMA Award                             | Outstanding Screenplay (Original or Adapted)                                                                                | Điệp Viên Nhí                                  | Đề cử     |
| 2003 | ASCAP Award                            | Top Box Office Films Cùng với John Debney                                                                                   | Điệp Viên Nhí 2: Đảo Của Những Giấc Mơ Đã Mất  | Đoạt giải |
| 2003 | Imagen Award                           | Best Director (Foreign or Domestic) – Film                                                                                  | Điệp Viên Nhí 2: Đảo Của Những Giấc Mơ Đã Mất  | Đoạt giải |
| 2004 | ASCAP Award                            | Top Box Office Films | Spy Kids 3-D: Game Over                        | Đoạt giải |
| 2004 | Golden Satellite Award                 | Best Original Song | Một thời ở Mexico                              | Đoạt giải |
| 2005 | Cannes Film Festival Award             | Technical Grand Prize | Sin City                                       | Đoạt giải |
| 2005 | Cannes Film Festival Award             | Palme d'O Cùng với Frank Miller                                                                                             | Sin City                                       | Đề cử     |
| 2005 | Phoenix Film Critics Society Award     | Best Editing | Sin City                                       | Đoạt giải |
| 2005 | Satellite Award                        | Outstanding Cinematography                                                                                                  | Sin City                                       | Đề cử     |
| 2005 | Satellite Award                        | Outstanding Film Editing | Sin City                                       | Đề cử     |
| 2005 | Satellite Award                        | Outstanding Original Score                                                                                                  | Sin City                                       | Đề cử     |
| 2005 | Satellite Award                        | Outstanding Sound (Mixing & Editing) Cùng với John Pritchett, Sergio Reyes, Paula Fairfield, William Jacobs và Carla Murray | Sin City                                       | Đề cử     |
| 2005 | Satellite Award                        | Outstanding Visual Effects                                                                                                  | Sin City                                       | Đề cử     |
| 2006 | ALMA Award                             | Outstanding Director of a Motion Picture                                                                                    | Sin City                                       | Đề cử     |
| 2006 | ASCAP Award                            | Top Box Office Films Cùng với John Debney                                                                                   | Sin City                                       | Đoạt giải |
| 2006 | Czech Lion                             | Best Foreign Language Film (Nejlepší zahraniční film) Cùng với Frank Miller & Quentin Tarantino                             | Sin City                                       | Đề cử     |
| 2006 | Imagen Award                           | Best Director | Sin City                                       | Đề cử     |
| 2006 | Imagen Award                           | Best Director | The Adventures of Sharkboy and Lavagirl in 3-D | Đề cử     |
| 2007 | Austin Film Critics Association Award  | Austin Film Award Cùng với Quentin Tarantino                                                                                | Dòng Máu Sát Thủ                               | Đề cử     |
| 2007 | ShoWest Award                          | Director of the Year Cùng với Quentin Tarantino                                                                             | Dòng Máu Sát Thủ                               | Đoạt giải |